# Zuhdi Jasser
Zuhdi Jasser, también conocido como M. Zuhdi Jasser, y Mohamed Zuhdi Jasser es un comentarista del tema de la fe Islámica en los Estados Unidos y el presidente del Foro Islámico Estadounidense para la Democracia con base en Phoenix, Arizona. Médico de profesión, ha sido Teniente en la Marina de los Estados Unidos, médico del Congreso de los Estados Unidos y médico del personal del Congreso de los Estados Unidos.
Jasser ha contribuido con los medios de prensa nacionales norteamericanos, en particular medios conservadores, y ha sido un invitado frecuente de los shows de Glenn Beck y Sean Hannity. Obtuvo atención a nivel nacional al ser el testigo estelar en las audiencias sobre terrorismo doméstico en marzo de 2011, llevadas a cabo por el representante Republicano Peter King (R-NY). Según el Washington Post, “Jasser no encaja con el perfil del típico musulmán americano. Es un republicano activo que ha apoyado a los Estados Unidos en las guerras en Irak y Afganistán, es un defensor de Israel y afirma que su fe guarda una insidiosa supremacía”.

## Biografía
Jasser es hijo de inmigrantes sirios que llegaron a los Estados Unidos en los años 60 debido a la represión en su país. Fue criado en la secta suní del islam en Neenah, Wisconsin. Su padre era cardiólogo y su madre farmacéutica.
Fue a la Universidad de Wisconsin-Milwaukee, obteniendo su B.Sc. en 1988. Después, fue al Medical College of Wisconsin en una beca de la Marina, recibiendo así su título de médico en 1992. Prestó servicio en la Marina durante 11 años, recibiendo la Medalla de Servicio Meritorio y alcanzando el rango de Capitán de Corbeta al momento de su baja honrosa en 1999. Su servicio militar incluyó la posición como internista en el Congreso de los Estados Unidos, jefe del departamento médico a bordo del USS El Paso, y jefe residente en el Hospital Naval Bethesda. Luego de haber sido dado de baja de la marina, se mudó a Arizona, donde se hizo cargo del consultorio médico de su padre.
Él es doctor personal de J. D. Hayworth quien se convirtió en paciente de Jasser mientras ejercía sus labores en el Congreso. Jasser es un Republicano conservador y apoya las guerras en Irak y Afganistán. Actualmente vive en Scottsdale, Arizona con su mujer y tres hijos, los cuales son criados como musulmanes.

## Opiniones sobre el islam
Jasser se describe a sí mismo como un musulmán devoto. Es defensor de Israel y cree que el islam tiene ideas supremacistas y separatistas. Ha dicho que “no es un experto formal en el Corán, Árabe o sharia (jurisprudencia islámica)”, pero que si comprende los principios generales y las claves de la religión. Después de haber visitado mezquitas en el área de Phoenix por muchos años, quedó decepcionado al ver que se discutía sobre política desde los púlpitos de las mezquitas; y estaba especialmente preocupado por los sermones, los cuales criticaban las políticas gubernamentales de los Estados Unidos y pintaban a los musulmanes como víctimas. Jasser empezó a criticar a organizaciones Musulmanas Americanas como ser: el Council on American-Islamic Relations (CAIR), la Sociedad Islámica de Norteamérica, la Federación de Imanes de Norteamérica, la Asamblea de Juristas Musulmanes de América, la Asociación de Estudiantes Musulmanes, el Consejo de Asuntos Públicos Musulmanes, la Sociedad Musulmana Americana, el Círculo Islámico de Norteamérica y el Centro para el Estudio del Islam y la Democracia, pues los ve como islamistas, es decir, apoyan una mezcla del Islam con la política. Ha sido muy crítico en especial con CAIR, un grupo de derechos civiles Musulmán-Americano, que de acuerdo a Jasser está enfocado en la “victimología” y no condena adecuadamente los objetivos de grupos terroristas. Un funcionario de CAIR ha respondido diciendo, “con esta gente, nada de lo que hagamos los satisfará”.
Jasser también ha estado envuelto en actividades interconfesionales, siendo parte de la junta directiva del Arizona Interfaith Movement; ayudando a fundar The Children of Abraham, un grupo de diálogo Judío-Musulmán en 2000, y un capítulo del Seeds of Peace en 2003.
Jasser ha dicho que él y su familia han ayudado a construir un número de pequeñas mezquitas en diferentes ciudades, utilizando fondos recolectados localmente, y en ocasiones, pero siempre superando oposición local. En 2010 Jasser se opuso rotundamente a la construcción del proyecto Park 51, un centro comunitario islámico de 13 pisos y una mezquita a dos cuadras del sitio del World Trade Center, que también es llamado Ground Zero. Él dijo que estaba preocupado de que el financiamiento para el proyecto de 100 millones de dólares estuviese viniendo de fuentes islamistas externas, y también dijo que: “Ground Zero está puramente relacionado con el ser norteamericano. Jamás podrá estar relacionado al ser Musulmán” Luego de que Obama defendió el derecho constitucional de los musulmanes en Estados Unidos para construir la mezquita y un centro comunitario en propiedad privada, pero no el juicio sobre su ubicación. Jasser criticó a Obama por “Participar en una intromisión pasiva-agresiva”.
Jasser cree que los actos de terrorismo Islamista tienen su raíz en una ideología a la que él llama “Islamismo político”, o “Islam político". Ha indicado que el objetivo del islamismo político es el crear un estado islámico en Estados Unidos bajo la sharia. Cree que los Estados Unidos necesita una “estrategia existencial coordinada” para combatir a la ideología y que, peligrosamente, esta no existe, con el resultado que los terroristas originados dentro del país han ido en aumento. Jasser piensa que el atentado frustrado del día de Navidad de 2009, la Masacre de Fort Hood y el atentado frustrado de coche bomba en Times Square de 2010 no han llevado a los Estados Unidos a tomar medidas apropiadas, sino que, más bien, han resultado en una negación "políticamente correcta" por parte de las autoridades e inacción por parte de la mayoría de los Musulmanes Americanos. Él cree que incluso la administración del gobierno de Bush tomó medidas inadecuadas para detener al islamismo en los Estados Unidos. Jasser indica que es necesario proveer de mayores oportunidades a la juventud Musulmana y promover grupos reformistas. En sus apariciones en la televisión, Jasser ha afirmado que el 5 % por ciento de los musulmanes estadounidenses son militantes, y entre el 30 % y el 40 % por ciento no creen en la separación entre la religión y el estado.
Ha dicho que los musulmanes deberían someterse a una prueba decisiva para ver si reconocen a Israel como estado, específicamente condenando a grupos como Hamás y Al Qaeda y a gobiernos como las dictaduras Saudita y Siria. “Si ellos no lo hacen [...] entonces hay que preguntarse donde se encuentran su lealtad”, dijo Jasser. Él cree que los líderes musulmanes deberían renunciar a las escrituras islámicas que promueven la discriminación en contra de las mujeres y los no musulmanes y rechazar cualquier rol del Islam en el gobierno.

## Foro Islámico Americano para la Democracia
Jasser fundó la organización sin fines de lucro Foro Islámico Americano para la Democracia (AIFD por sus siglas en inglés) en 2003, con el objeto de demostrar la compatibilidad del Islam con la democracia y los valores americanos. El grupo tiene alrededor de 1500 miembros, de los cuales 13 por ciento son musulmanes. Jasser es el presidente del grupo y el principal portavoz. El AIFD apoya la separación del estado y la religión, el pluralismo religioso, igualdad de sexos, el reconocimiento incondicional del estado de Israel y la creación de un estado Palestino independiente en los “actuales ‘territorios ocupados’”. La organización rechaza el terrorismo y cualquier justificación para el mismo.

## Apariciones en Medios de Comunicación
Jasser es un contribuyente regular de los medios nacionales estadounidenses, y de los medios conservadores en particular. Ha sido un invitado frecuente en el show de Glenn Beck desde el 2007, cuando estaba en CNN. También ha aparecido en los shows de FOX News Channel de Sean Hannity y Bill O’Reilly, y en el programa Hardball con Chris Matthews en MSNBC. Ha publicado columnas de opinión en el New York Post y el New York Daily News.
Según el Washington Post, el grupo de Jasser ha “hecho dos controversiales películas sobre los peligros del Islamismo radical”. Jasser fue parte del film del PBS Islam vs. Islamistas. Fue el narrador principal de la película del Fondo Clarion, El Tercer Yihad, que afirmaba que musulmanes radicales habrían infiltrado los Estados Unidos para tumbar al gobierno e instaurar un estado islámico. Estas afirmaciones están basadas tan solo en un documento escrito por un miembro de la Hermandad Musulmana en los años 90 que fue usado exitosamente en el enjuiciamiento de un grupo de caridad Islámico por lavar dinero para Hamás. De acuerdo con The New Republic, el productor del film tiene vínculos con el movimiento Israelí de asentamientos. Pese a que Jasser no está de acuerdo con todo lo mostrado en el film, apoya el mensaje en general. Jasser aparece en la película de Newt Gingrich de 2010, America at Risk: the War with No Name, una producción de Citizens United. El film afirma que hay un movimiento global para imponer la ley sharia en todos los aspectos de la sociedad y ha sido descrita como “anti-Obama” por The Nation.
El 10 de marzo de 2011, Jasser apareció como el testigo estelar en la primera de una posible serie de audiencias conducidas por el congresista republicano Peter King (R-NY) sobre terrorismo doméstico y la amenaza presentada por musulmanes radicales dentro de EE. UU. Durante su testimonio, dijo que había organizaciones musulmanas americanas que habían estado “cerrando filas” y que muy frecuentemente han advertido a musulmanes de no hablar con ningún oficial de policía sin que esté presente un abogado. También dijo que el Islamismo político estaba basado en la idea de que el gobierno debería regirse bajo ley islámica, lo que, dijo, viola el concepto estadounidense de la separación de iglesia y estado.

## Actividades profesionales, honores y premios
Jasser practica medicina interna y cardiología nuclear en Phoenix. Fue presidente de la Asociación de Médicos de Arizona hasta junio de 2007 y ha estado en la junta directiva del Consejo de Salud del Condado de Maricopa desde 2005. En 2007, formó un Grupo de Trabajo para Preparación en caso de desastres para médicos. Preside un comité de bioética y enseña cardiología nuclear en Phoenix.
Además, ejerció como presidente y fundador de la AIFD y es miembro de la junta directiva del Fondo Clarion.
En 2007, fue honrado por el Frank Gaffney´s Center for Security Policy como “Defensor del Frente Interno” por su activismo antiislámico. En enero de 2008 fue condecorado con el premio de Liderazgo Comunitario por la oficina del FBI en Phoenix.